# Иоанн Саагунский
Святой Иоанн Саагунский (Хуан де Саагун; исп. Juan de Sahagún), урожд. Хуан Гонсалес дель Кастрильо (исп. Juan González del Castrillo; 24 июня 1419, Саагун, Кастилия и Леон — 11 июня 1479, Саламанка, Кастилия и Леон) — испанский монах-августинец. Известный проповедник своего времени, он был выдающимся миротворцем и посредником среди знати и фракций города Саламанка.

## Жизнь
Родился в 1419 году в Саагуне (или Сан-Факондо) в богатой семье. Старший из семи детей Хуана Гонсалеса дель Кастрильо и Санчи Мартинес. В детстве обучался в бенедиктинском монастыря в родном городе. По обычаю того времени принял постриг ещё юношей, и его отец договорился о бенефиции в соседнем приходе Торнильо. Алонсо де Картахена, епископ Бургоса (1435—1456), был впечатлён смышлёным пылким юношей. Картахена обучал его собственной резиденции, назначил на несколько пребендов, рукоположил в священники в 1445 году и сделал каноником в соборе Бургоса. Такое обилие должностей противоречило каноническому праву, и в конце концов Гонсалес отказался от всего, сохранив только часовню Святой Агаты в бедном районе города, где он служил мессу и проповедовал веру беднякам. Вскоре он стал нищенствовать и умерщвлять плоть .

### Проповедник
После смерти Картахены в 1456 году, Гонсалес ушёл с поста капеллана и продолжил обучение в Саламанкском университете, четыре года спустя получив степень по богословию и каноническому праву. В течение девяти лет служил в часовне колледжа св. Варфоломея. Его проповеди собирали толпы людей; герцог Альба сетовал, что Гонсалес осуждал грехи не только простых людей, но и дворянства. Посвятил себя душепопечению. Страдал от почечнокаменной болезни, и перед операцией поклялся, что если выживет, то вступит в религиозный орден.

### Монах
После выздоровления в 1463 году поступил в августинский монастырь Святого Петра, и с этого момента стал известен просто как брат Иоанн. 28 августа 1464 года принёс монашеские обеты и всецело посвятил себя проповедованию. Иоанн публично критиковал злоупотребления власть имущих и частые скандалы среди дворянства, чем нажил много врагов. 
Был назначен наставником послушников, а в 1471 году — приором общины. Был весьма проницательным, так что обмануть его было непросто. К нему часто обращались с просьбой примирить враждующих и восстановить мир в городе. Снискал уважение как защитник прав рабочих и простых людей.
К середине 1479 года здоровье монаха стало ухудшаться. В городе пошли слухи, что его отравила женщина в отместку за осуждение безнравственного образа жизни некоего общественного деятеля. Неизвестно, правда ли это, но Иоанн скончался в монастыре 11 июня 1479 года. Похоронен в старом соборе Саламанки.

## Почитание
Культ Иоанна распространился по всей Испании вскоре после его смерти. Процесс беатификации начался в 1525 году при папе Клименте VII; в 1601 году папа Климент VIII причислил его к лику блаженных. Канонизирован папой Александром VIII 16 октября 1690 года. 
День памяти согласно римскому мартирологу — 11 июня.
Жизнеописание Иоанна составлено Иоанном Севильским в конце XV века, с дополнениями в 1605 и 1619 годах.
Святого Иоанна изображают с потиром и гостией в руках в окружении лучей света.